# Fan Yilin
Fan Yilin, född 11 november 1999, är en kinesisk gymnast.
Fan tävlade för Kina vid olympiska sommarspelen 2016 i Rio de Janeiro, där hon vann brons i lagmångkampen.